# Matthias Mauritz
Matthias Mauritz (Düsseldorf, 13 novembre 1924 – Düsseldorf, 21 novembre 2016) è stato un calciatore tedesco, di ruolo attaccante.